# Bugio-ruivo
O bugio-ruivo, bugio-marrom ou simplesmente bugio (nome científico:Alouatta guariba) é uma espécie de primata do Novo Mundo que habita o leste e sudeste do Brasil e a província de Misiones na Argentina. A coloração consiste de um castanho escuro, com região lombar variando de uma tonalidade ruiva a alaranjada, sem dicromatismo sexual em A. g. guariba, mas com dicromatismo sexual acentuado em A. g. clamitans. Sua área de distribuição pode se sobrepor com a do bugio-preto, o que permite a existência de prováveis híbridos entre as duas espécies. Entretanto, estudos moleculares demonstram que o bugio-ruivo é mais próximo evolutivamente do bugio-de-mãos-ruivas, tendo se separado dessa espécie há cerca de 4 milhões de anos.
Os bugios são majoritariamente folívoros, comendo outros itens alimentares de forma casual: entretanto, há uma grande seletividade nas espécies de plantas consumidas por esses primatas. Cerca de 3/4 da dieta é composta por folhas, sendo que cerca de 41% dessas provêm de lianas, e como mostrado em estudos na Mata de Santa Genebra em Campinas, mais da metade da dieta provém de apenas de 6 espécies.
Como os outros integrantes do gênero Alouatta, o bugio-ruivo emite vocalizações em contextos de territorialidade: cerca de 92% das vocalizações se dão em momentos de contato visual com outros grupos.
São conhecidos pelo fato de que quando se sentem ameaçados, eles defecam em sua mão e jogam na pessoa, causando sensação de queimação.

Possui duas subespécies:
- A. g. clamitans - encontrado ao sul do rio Doce;[4]
- A. g. guariba - encontrado ao norte do rio Doce e é considerado como criticamente em perigo pela IUCN e o IBAMA.[2][4][9]

Gregorin (2006) considerou essas duas subespécies como espécies separadas, A. fusca (sendo que este nome é sinônimo de A. guariba) e A. clamitans.

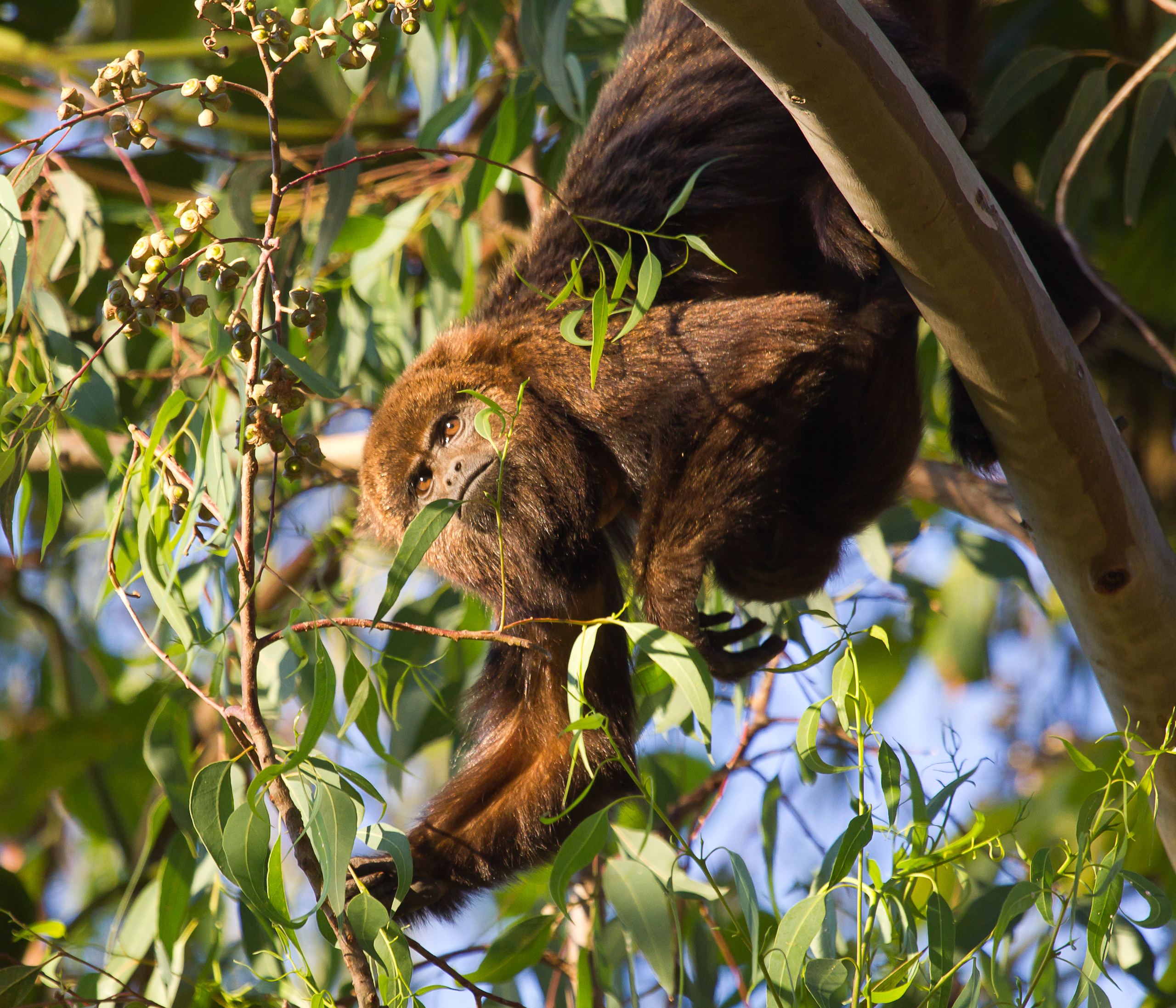
Fêmea de A. g. clamitans